# Paraphelidium
Paraphelidium Karpov, Moreira & López-García è un genere di funghi appartenente alla famiglia Aphelidiaceae Tadersoo et al., parassitoidi di Tribonema gayanum Pasche (alga verde). Il genere comprende due specie: Paraphelidium tribonemae Karpov, Moreira & López-García (specie tipo) e P. letcheri Karpov & Torruella.

## Definizione
Il genere comprende specie con zoospore sferiche o ovali, con corto e largo lamellipodio anteriore e con filopodi; flagello di 7-10 µm. Le cisti possono essere sessili o brevemente stipitate. Spora a riposo presenti, sferiche, con corpi di secrezione residui esterni o interni.